# Skorpions Varese 1990
Questa voce raccoglie le informazioni riguardanti gli Skorpions Varese nelle competizioni ufficiali della stagione 1990.

## Roster
| Roster degli Skorpions Varese (1990) |
| --- |
| Quarterback - 14 Paolo Zanella Running Back - 25 Dario Magoga Wide Receiver - -- R. Crespi Tight End - 80 Fulvio Rusconi TE/P - -- Corrado Pitteri Offensive Linemen Defensive Linemen - 74 Onofrio Schifani DE Linebacker Defensive Back - 84 Federico Turchi - -- C. Paratella Special Team |

## Campionato Serie A1 FIAF 1990

### Regular season
| Bologna 10 marzo 1990 1ª giornata | Saiet BAF Bologna | 30 – 0 | Skorpions Varese | Campo Lunetta Gamberini, via degli Orti |
| \| \| \| \| \| Gallazzi (TD) pass da McCarthy Savini (TD) pass da McCarthy McCarthy (TD) run Gallazzi (TD) Scappi (saf) \| Marcatori \| \| |                   |        |                  |                                         |
| |                   |        |                  |                                         |
| Gallazzi (TD) pass da McCarthy Savini (TD) pass da McCarthy McCarthy (TD) run Gallazzi (TD) Scappi (saf)                                   | Marcatori         |        |                  |                                         |

| 17 marzo 1990 2ª giornata | Skorpions Varese | 12 – 22 | Panni Saints Padova |  |

| 25 marzo 1990 3ª giornata | Italia Trasporti Condor Grosseto | 57 – 12 | Skorpions Varese |  |

| 31 marzo 1990 4ª giornata | Skorpions Varese | 12 – 20 | GiG Giaguari Torino |  |

| 8 aprile 1990 5ª giornata | Skorpions Varese | 8 – 35 | Philips Frogs Legnano |  |

| 22 aprile 1990 6ª giornata | Eurotexmaglia Lions Bergamo | 47 – 18 | Skorpions Varese |  |

| Bologna 5 maggio 1990 7ª giornata                                                                                          | Towers Bologna | 35 – 6 | Skorpions Varese | Campo Lunetta Gamberini, via degli Orti |
| \| \| \| \| \| Panzani (TD) Panzani (TD) Panzani (TD) Margelli (TD) Sirveni (TD) Montanari (pat) \| Marcatori \| ? (TD) \| |                |        |                  |                                         |
| |                |        |                  |                                         |
| Panzani (TD) Panzani (TD) Panzani (TD) Margelli (TD) Sirveni (TD) Montanari (pat)                                          | Marcatori      | ? (TD) |                  |                                         |

| 12 maggio 1990 8ª giornata | Skorpions Varese | 0 – 16 | Panthers Parma |  |

| 19 maggio 1990 9ª giornata | Skorpions Varese | 14 – 23 | Eos Chiefs Ravenna |  |

| 27 maggio 1990 10ª giornata | Teamsystem Angels Pesaro | 48 – 6 | Skorpions Varese |  |

| 3 giugno 1990 11ª giornata | Skorpions Varese | 8 – 40 | Wirtgen Rhinos Milano |  |

| Bolzano 10 giugno 1990 12ª giornata | Jets Bolzano | 48 – 14 | Skorpions Varese |  |

## Statistiche di squadra
| Competizione | %Vittorie | In casa | In casa | In casa | In casa | In casa | In casa | In trasferta | In trasferta | In trasferta | In trasferta | In trasferta | In trasferta | Totale | Totale | Totale | Totale | Totale | Totale |
| Competizione | %Vittorie | G       | V       | N       | P       | Pf      | Ps      | G            | V            | N            | P            | Pf           | Ps           | G      | V      | N      | P      | Pf     | Ps     |
| ------------ | --------- | ------- | ------- | ------- | ------- | ------- | ------- | ------------ | ------------ | ------------ | ------------ | ------------ | ------------ | ------ | ------ | ------ | ------ | ------ | ------ |
| Campionato   | .000      | 6       | 0       | 0       | 6       | 54      | 156     | 6            | 0            | 0            | 6            | 56           | 265          | 12     | 0      | 0      | 12     | 110    | 421    |
| Totale       | .000      | 6       | 0       | 0       | 12      | 54      | 156     | 6            | 0            | 0            | 6            | 56           | 265          | 12     | 0      | 0      | 12     | 110    | 421    |